# Los hijos de Kennedy

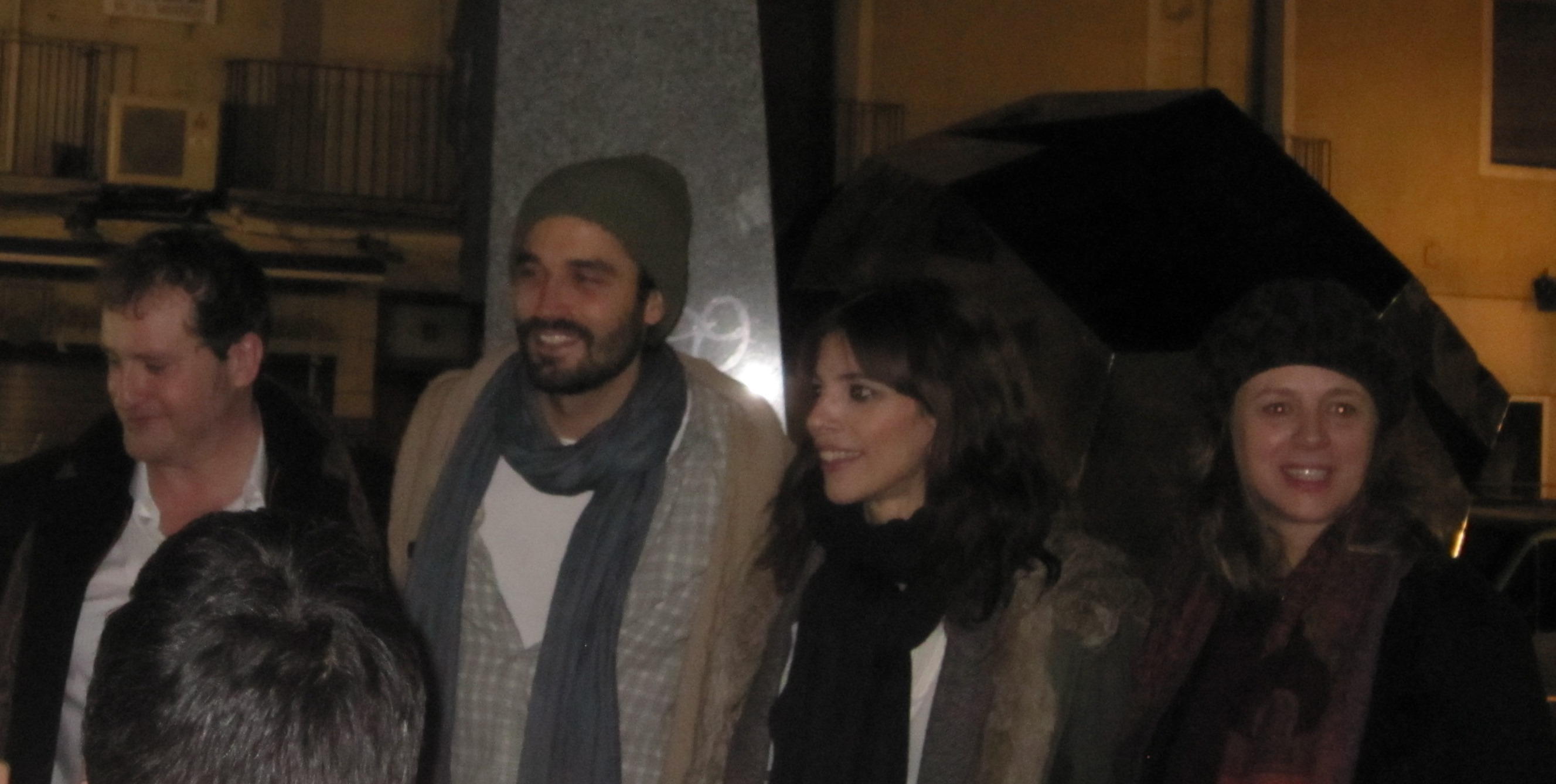
Los intérepretes de la versión de España de 2013, de izquierda a derecha Fernando Cayo, Álex García, Maribel Verdú y Emma Suárez

Los hijos de Kennedy (Kennedy's Children en su título original en inglés) es una obra de teatro de Robert Patrick, estrenada en 1975.

## Argumento
El autor da voz en la obra a esa generación de la década de los sesenta en América, durante el periplo del presidente Kennedy. Para ello, el autor sitúa en una noche lluviosa en un pub de New York a cinco representantes de esa generación: una hippy (Rona), un homosexual (Sparger), un veterano de la guerra de Vietnam (Mark), una secretaria (Wanda) y una aspirante a actriz (Carla), con parecido a Marilyn Monroe. Todos ellos, expondrán, en monólogos, cómo vivieron dicha década, su propia vida, con sus triunfos y sus sinsabores.

## Representaciones destacadas
- John Golden Theatre, Broadway, Nueva York, 1975.
  - Dirección: Clive Donner
  - Intérpretes: Shirley Knight (Carla), Kaiulani Lee (Rona), Barbara Montgomery (Wanda), Don Parker (Sparger), Michael Sacks (Mark).

- Teatro Bellas Artes, Madrid, 5 de febrero de 1977.
  - Dirección: Ángel García Moreno.
  - Escenografía: Antonio Cidrón.
  - Intérpretes: Marisa de Leza (hippy), Pedro Civera (homosexual), Gemma Cuervo (actriz), Paco Valladares (soldado), María Luisa Merlo (secretaria).[2][3][4]

- Teatro Arriaga, Bilbao, 23 de septiembre de 2013 y Teatro Alcázar, Madrid, 11 de octubre de 2013
  - Dirección: Josep Maria Pou.
  - Escenografía: Juanjo Llorens.
  - Intérpretes: Maribel Verdú (actriz), Emma Suárez (secretaria), Ariadna Gil (hippy), Álex García (soldado), Fernando Cayo (homosexual).